# Kang Meas
Kang Meas es uno de los 16 distritos que forman la provincia camboyana de Kompung Cham, con una población estimada en marzo de 2008 de 89 727 habitantes. Está dividido en las siguientes  comunas (khum), que se muestran asimismo con población estimada de 2008:
- Angkor Ban 8,606
- Kang Ta Noeng 8,388
- Khchau 9,081
- Peam Chi Kang 6,770
- Preaek Koy 9,110
- Preaek Krabau 7,538
- Reay Pay 10,145
- Roka Ar 7,170
- Roka Koy 8,504
- Sdau 5,012
- Sour Kong 9,403[1]